# Adam i Ewa (rysunek Leonarda da Vinci)
Adam i Ewa – karton na arras stworzony przed 1482 r. przez Leonarda da Vinci.
Według przekazów Vasariego i Anonima Gaddiano arras po utkaniu ze złotej nici i jedwabiu we Flandrii miał zostać posłany królowi Portugalii. Leonardo opuszczając Florencję w 1482 r., podarował karton wujowi Alessandrowi Amadoriemu. W latach 40. XVI w. karton znajdował się w domu Ottavia de’ Medici, który otrzymał go od wuja Leonarda.
Leonardo zastosował przy sporządzaniu obrazu technikę rysowania pędzlem w czarnej i białej tonacji, z rozświetleniami bielą ołowianą. Podobną technikę zastosował przy wykonywaniu obrazu Pokłon Trzech Króli.
Karton przedstawiał Adama i Ewę po ich grzechu w ziemskim raju. Ukazywał porośnięta bujną roślinnością łąkę, na której znajdowały się liczne zwierzęta. Znajdowała się tam figa, pokazana w skrócie perspektywicznym której gałęzie i liście odtworzono z takim zamiłowaniem, że widzowi aż kręci się w głowie na myśl, skąd w jednym człowieku tyle cierpliwości. Leonardo przedstawił także palmę, której promienistość uchwycono tak cudnym sposobem, iż mógł tego dokonać tylko ktoś tak zdolny i cierpliwy jak Leonardo.